# キシメニン酸
キシメニン酸(Ximenic acid)は、化学式C26H50O2の一不飽和脂肪酸である。26個の炭素原子からなる超長鎖脂肪酸であり、端から9番目の炭素原子が二重結合を持つため、Ω-9脂肪酸に分類される。

## 発見
科学者のS. V. PuntambekarとS. Krishnaにより、1937年最初に単離された。
ハマナツメモドキ(Ximenia americana)から発見されたが、この属名はスペインの司祭フランシスコ・ヒメネス(1666年-1729年)の名前に因む。
ノウゼンハレン科のTropaeolum speciosumや、ある種の魚の脂や海綿からも単離されている。

## 利用
皮膚科学的な効果を持つと言われ、主にスキンケア製品に用いられる。